# متیو ویتورث-آیلمر
متیو ویتورث-آیلمر (انگلیسی: Matthew Whitworth-Aylmer, 5th Baron Aylmer; ۲۴ مهٔ ۱۷۷۵ – ۲۳ فوریهٔ ۱۸۵۰) نظامی و سیاستمدار اهل پادشاهی متحد بریتانیای کبیر و ایرلند بود. وی همچنین برندهٔ جوایزی همچون نشان حمام شده‌است.